# Алтанбулаг (сомон)

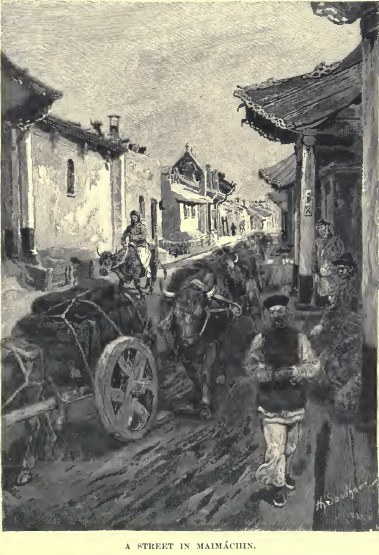
Алтанбулаг, 1885 рік

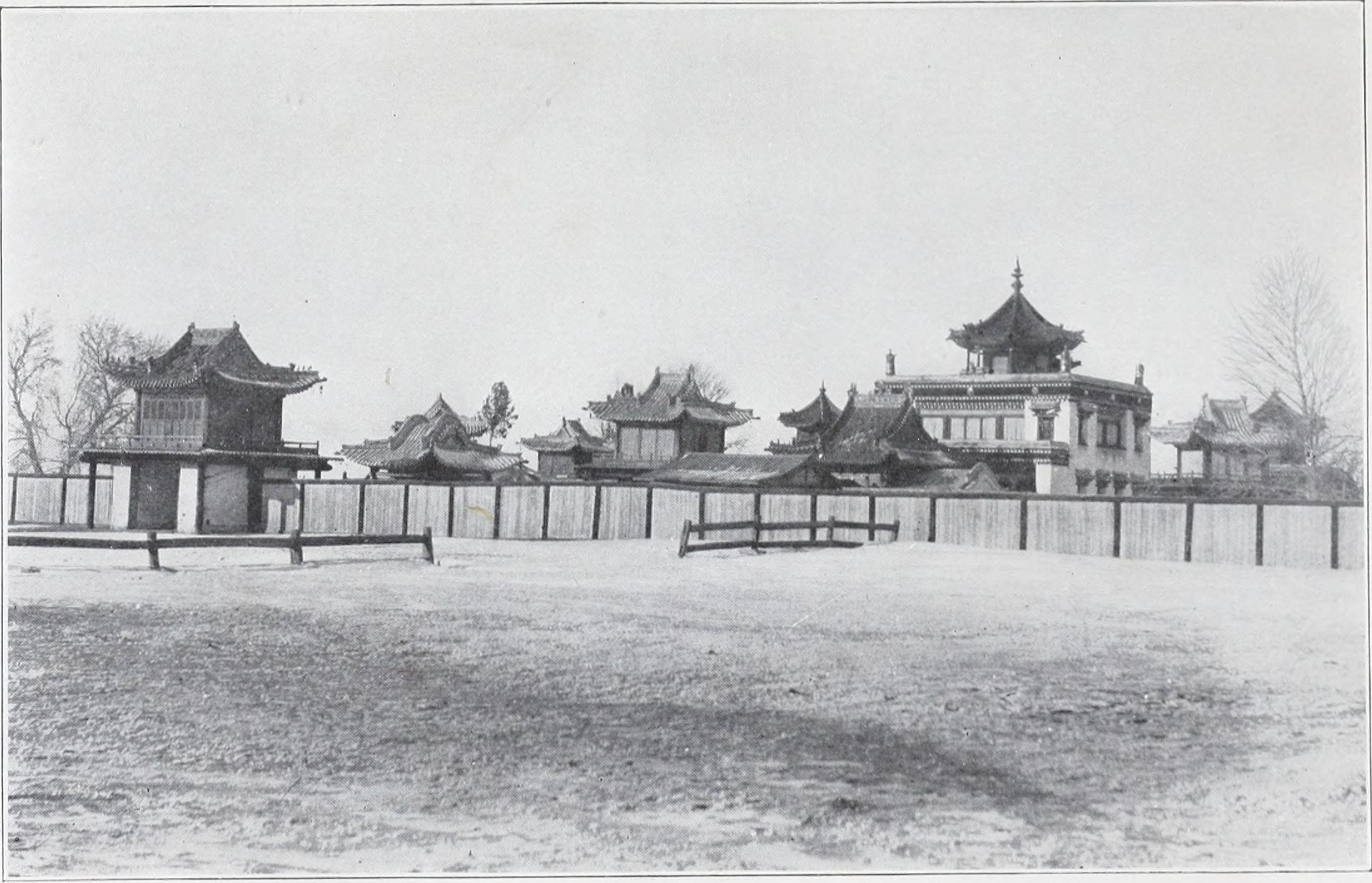
Алтанбулаг, 1910 рік

Алтанбулаг (монг. Алтанбулаг, «золоте джерело») — сомон та місто Селенгійського аймаку, Монголія. Територія 2,1 км², населення 3,3 тис. Центр сомону Алтанбулаг розташований на відстані 335 км від Улан-Батору, та 24 км від міста Сухе-Батор. Розташований на відстані 1 км від міста Кяхта Російської Федерації. У XVIII-XIX століттях був великим торговельним центром.

## Назва
Сьогодні місто відоме як Алтанбулаг як монгольською, так і бурятською мовами.
За часів династії Цін місто було відоме як Маймачен (монг. Наймаа хот (Худалдаачин), Naimaa khot, Наймаачин (Худалдаачин), Naimaachin, Маймаа хот, imaa khot, Маймаачин, Maimaachin, тощо.; Маймачен російською), Місто купівлі та продажу українською) що походить від китайської назви Mǎimàichéng. Монгольською він був відомий як Өвөр Хиагт (Південна Кяхта).

## Історія

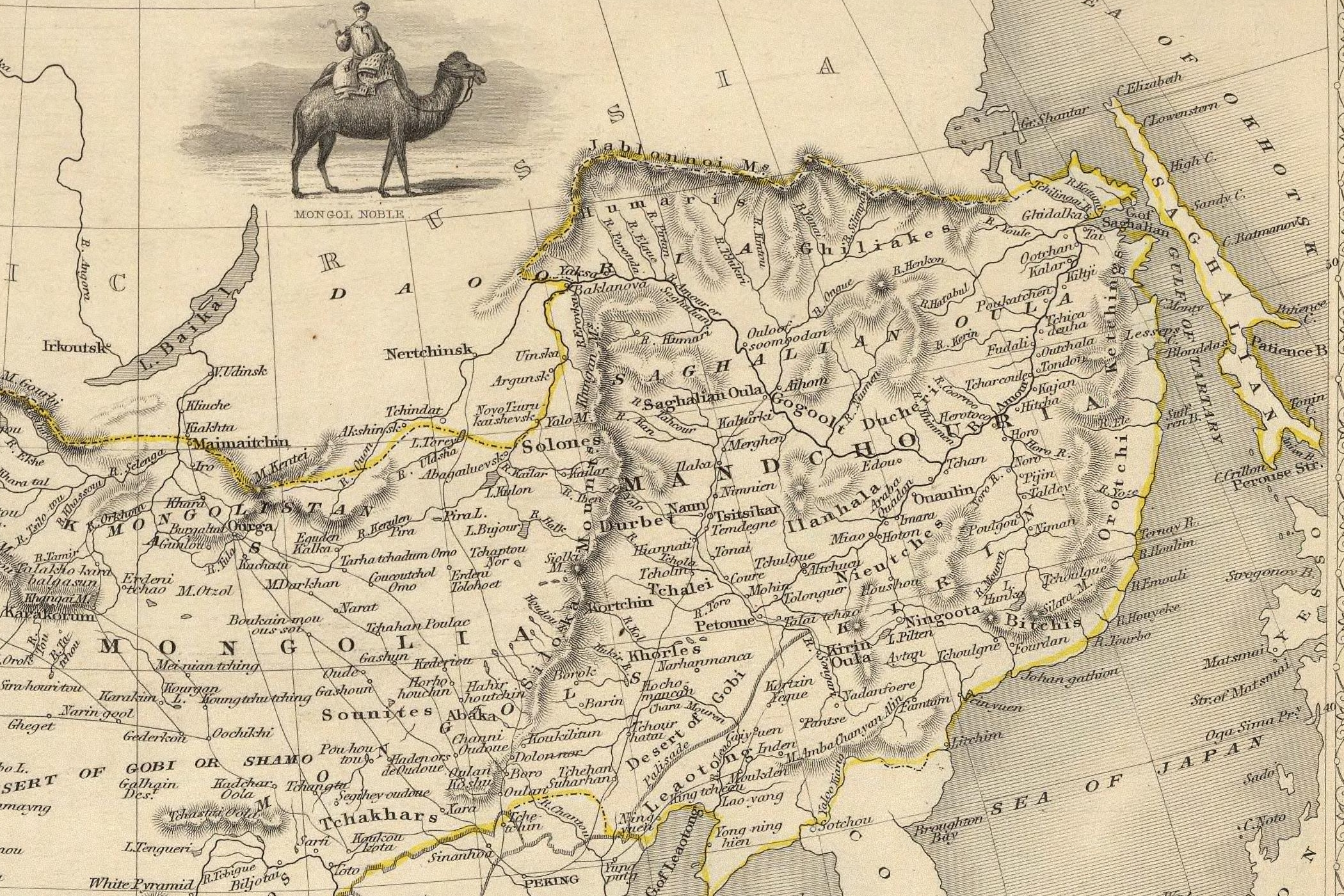
Міста-побратими Кяхту і Маймачен можна побачити на цій карті 1851 року, на найкоротшому шляху з Іркутська до Пекіна

Алтанбулаг з'явився як торговий форпост через річку Кяхту від російського міста Кяхта під час правління Цін в 1730 році. Назва цього міста спочатку називалось Маймачен (монгольська: Худалдаачин, українська: Місто купівлі та продажу), а згодом перейменовано на Кяхту (монгольська: Хиагт). Також люди вживали інші назви, такі як «Монгольська Кяхта» та «Південна Кяхта».
Відповідно до Кяхтинського договору 1727 року кожна сторона побудувала торговий пункт на своєму боці кордону. Будівництво розпочалось у 1730 році. Це було приблизно від 500 до 700 футів на південь від Кяхти, вище за течією на невеликій річці Кяхта. Місто було квадратним, з дерев'яними стінами та, після 1756 року, ровом шириною в три фути. У кожної стіни були ворота, які вели до двох великих вулиць, що перетиналися в центрі. У кожних воріт була 25-футова сторожова вежа, на якій стояли члени монгольського гарнізону. Головні проспекти були близько 25 футів шириною, але інші вулиці та провулки були вузькими. У великих будинків були внутрішні двори, де велася торгівля. Ці двори в цілому утримувались в кращому стані, ніж громадські місця. Південно-західний квартал міста займали «бухарці», як росіяни називали торговців із Середньої Азії. Жінкам було заборонено жити в місті, очевидно, щоб китайські торговці не стали постійними жителями. Це правило порушувалося, але воно все ще діяло в 1908 році. Посадою керував «джаргучей», який кожні два роки замінювався Ліфаньюанем. Для деяких цілей джаргучей мав справу з тушету-ханом в Урзі, який був частково під наглядом маньчжурського резидента.
13 березня 1921 року в Алтанбулазі було створено прорадянський Тимчасовий народний уряд Монголії. Цей уряд скинув уряд Романа Унгерна фон Штернберга, а потім в 1924 році утворив Монгольську Народну Республіку.

## Економіка
Алтанбулаг — місцезнаходження зони вільної торгівлі Алтанбулаг (Алтанбулаг худалдааны чөлөөт бүс).

## Культура
Численні історичні пам'ятки, музей.

## Соціальна сфера
Є школа, лікарня, культурний та торгово-обслуговуючий центр.

## Джерело
- Clifford M. Foust, "Muscovite and Mandarin: Russia's Trade with China and its Setting, 1727—1805, 1969